# 傘帽子
傘帽子（かさぼうし、英語：Umbrella hat）は帽子のように被ることができる傘。ヘッドマウント傘やかぶる傘、アンブレラハットなどの呼び名もある。釣りやゴルフ、ガーデニングなどレジャー用途にも用いられ、レジャーハットやフィッシング用帽子とも呼ばれる。1880年に特許が出願され、1970年代にはルー・ブロックも改良版を開発した。セントルイスではブロックにちなんでブロッカブレラ（Brockabrella）として親しまれた。
普通の傘のような支柱はなく、大きさは直径約60cm程度から約80cmのものがある。風通しのために通風孔を設けたり、二段構造にしたタイプも製造されている。頭のベルトで装着するが、首かけが付いたタイプもある。通常の傘と違って両手がふさがらないため、農作業をしたり自転車に乗ったりすることもできるが、歩行時には骨の先端が他人の目を突きかねないというリスクが指摘されている。

## 歴史

### 19世紀末 - 20世紀初頭
1881年12月13日、傘帽子はアメリカ合衆国の特許第250803号「Sunshaid Hat」（日傘帽子、日除け帽子）として特許取得された。
1900年前後にロバート・W・パッテンは自身が製作した傘帽子を装着し、「アンブレラマン」として有名になる。パッテンはジョン・ハーガーによって風刺画に用いられ、『シアトル・タイムズ』などに登場した。

### 20世紀中期 - 後半

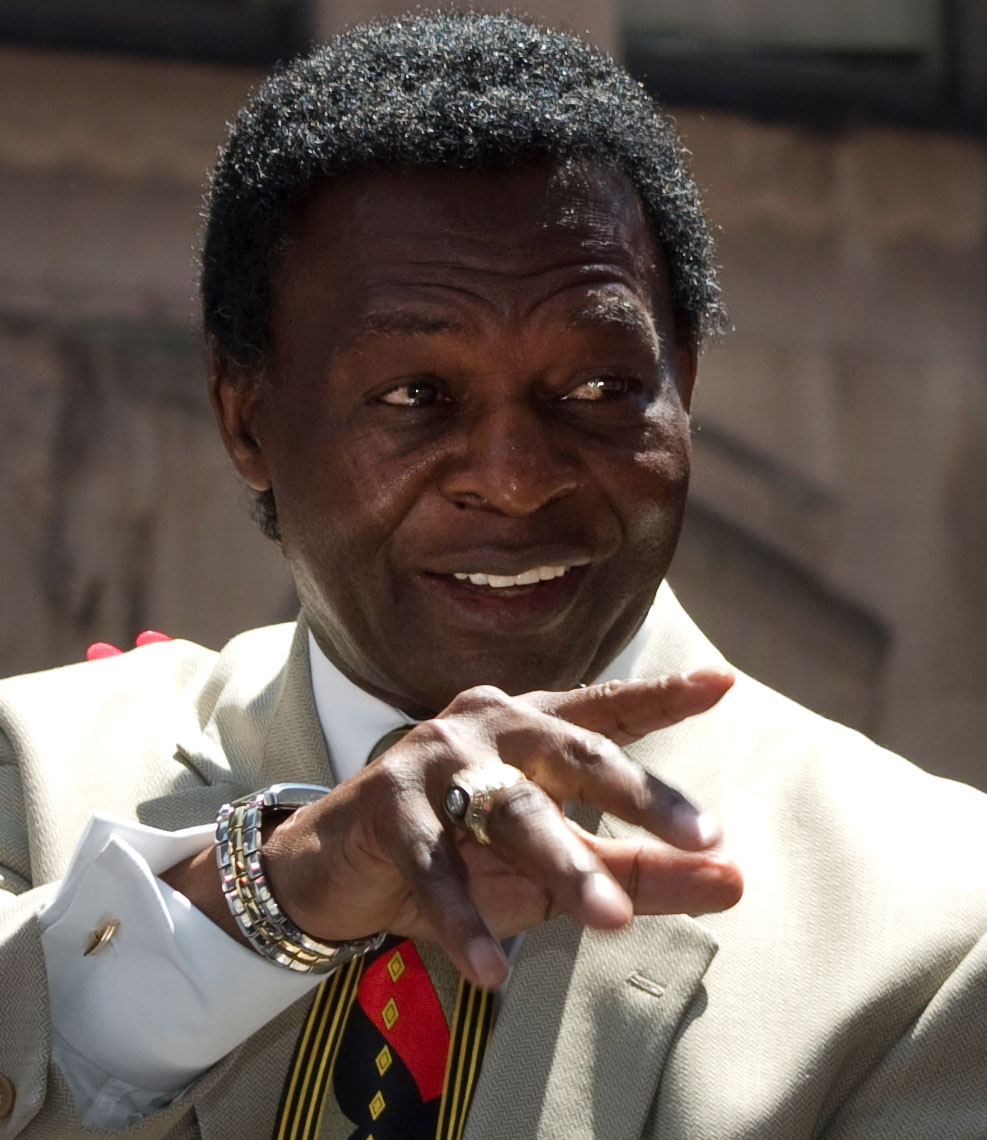
ルー・ブロック。米国野球殿堂入りしたメジャーリーガーであり、引退後は様々な事業を展開した。ブロック自らもブロッカブレラを着用した写真が残っている。

カナダのCarl C Riordonは支柱がパイプになっている3段スライド式の傘帽子を考案。素早く伸縮できることをねらったもので、1941年にアメリカで特許成立。日本では高橋米作が支柱がないタイプの傘帽子を考案し、1965年に日本の実用新案として出願。支柱に沿ってスライドする部分が支柱の付け根となる部分に差し込まれる形になっており、1968年に実用新案が成立した。
一方アメリカではアメリカ野球殿堂入りもしている元メジャーリーガーのルー・ブロックも傘帽子の改良版を発明。これは支柱がないことに加え、骨の部分が折り畳み傘のように骨が2つに折れるタイプで、よりコンパクトに収納ができた。1977年に出願され、1982年に特許が成立している。ブロックにちなんで、「ブロッカブレラ」としてセントルイスで広まった。

### 20世紀末 - 21世紀
1988年にはアメリカで帽子のような形状をした傘帽子が特許成立し、2013年には日本でヘルメットに小型の傘を吸着させる傘帽子も考案された。また、帽子から風を出してエアーカーテンのように雨を防ぐというアイデアが考案され、2009年に「風傘帽子」として日本で特許出願されている。
傘帽子は釣りやゴルフといったレジャー用途を中心に、インターネット上で1000円から1500円程度の価格で販売が進んだ。蒸れないように傘の上部に開口部を設け、その上に小型の傘を設けた2段階式の傘帽子も製作されており、遅くとも2016年には市販されている。さらに2018年にはイタリアのブランド「フェンディ」が、自社のロゴをデザインした傘帽子を発売している。
2020年東京オリンピックは開催時期の都合で猛暑が予想され、熱中症対策が懸念されていた。日傘の有効性が指摘される中、2019年5月24日の記者会見で小池百合子東京都知事が東京オリンピックでの猛暑対策として傘帽子の試作品を発表した。これには熱や光を遮る素材を用いられており、東京ブランド「Tokyo Tokyo」として制作されたという。同年7月26日のビーチバレーのテスト大会ではボランティアが、8月17日のホッケーのテスト大会では東京都の職員が試着し、検証が行われた。